# تفجيرات أربيل 2004
تفجيرات اربيل 1 فبراير 2004 هجوم انتحاري مزدوج على مكاتب الأحزاب السياسية الكردية في اربيل، العراق، شمال بغداد. فجر المهاجمين أجسادهم بين مئات المتجمعين لتقديم التهنئة بمناسبة عيد الأضحى في أربيل.
وكان وزير سابق في الحكومة، ونائب محافظ أربيل وقائد الشرطة في المدينة بين القتلى في مكاتب الجماعات السياسية الرئيسية في شمال العراق، الحزب الديمقراطي الكردستاني والاتحاد الوطني الكردستاني (PUK). قتلت التفجيرات 117 و جرحت 133 آخرين.